# Bocca di Pelza
La Bocca di Pelza (874 m) è un passo che collega Porto Vecchio con Zonza.
È attraversato dalla D 368 all'incrocio con la D67.